# جون هولاند (قسيس)
جون هولاند (بالإنجليزية: John Holland)‏ هو قسيس نيوزيلندي، ولد في 31 يناير 1912، وتوفي في 9 أكتوبر 1990.